# میراث صنعتی رویکان نوتودن
میراث صنعتی رویکان نوتودن یک میراث جهانی در شهرستان وستفولد و تله‌مارک، نروژ است که برای محافظت از چشم‌انداز صنعتی اطراف دریاچه هدالسفاتنت و دره وستفجوردالن ایجاد شده‌است که شامل شرکت نورسک هیدرو برای تولید کلسیم نیترات و کودهای حاوی نیتروژن با استفاده از فرایند بیرکلند-اید در مرکز پوشش گیاهی می‌باشد. این مجموعه همچنین شامل نیروگاه‌های برق آبی، راه‌آهن، خطوط انتقال، کارخانه‌ها و اسکان کارگران و مؤسسات اجتماعی در شهرهای نوتودن و ریوکان است.
این سایت به همراه سایت میراث صنعتی اودا - تایسیدال در ۱۹ ژوئن ۲۰۰۹ در فهرست میراث جهانی میراث قرار گرفت. در ۵ ژوئیه ۲۰۱۵، این میراث با شرح میراث جهانی تحت معیارهای دوم و چهارم ثبت گردید

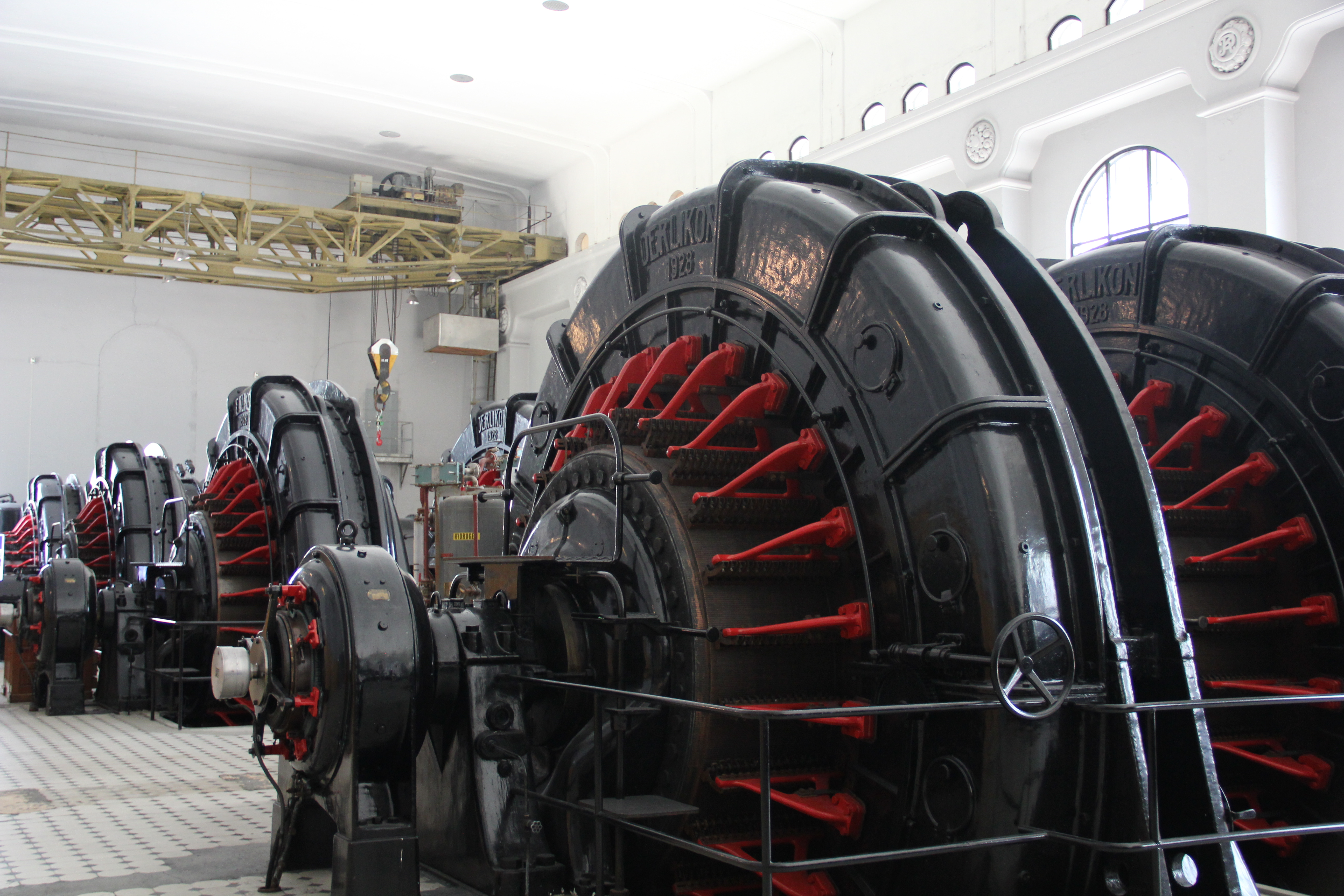
سالن توربین در نیروگاه ومورک ، ۲۰۱۸
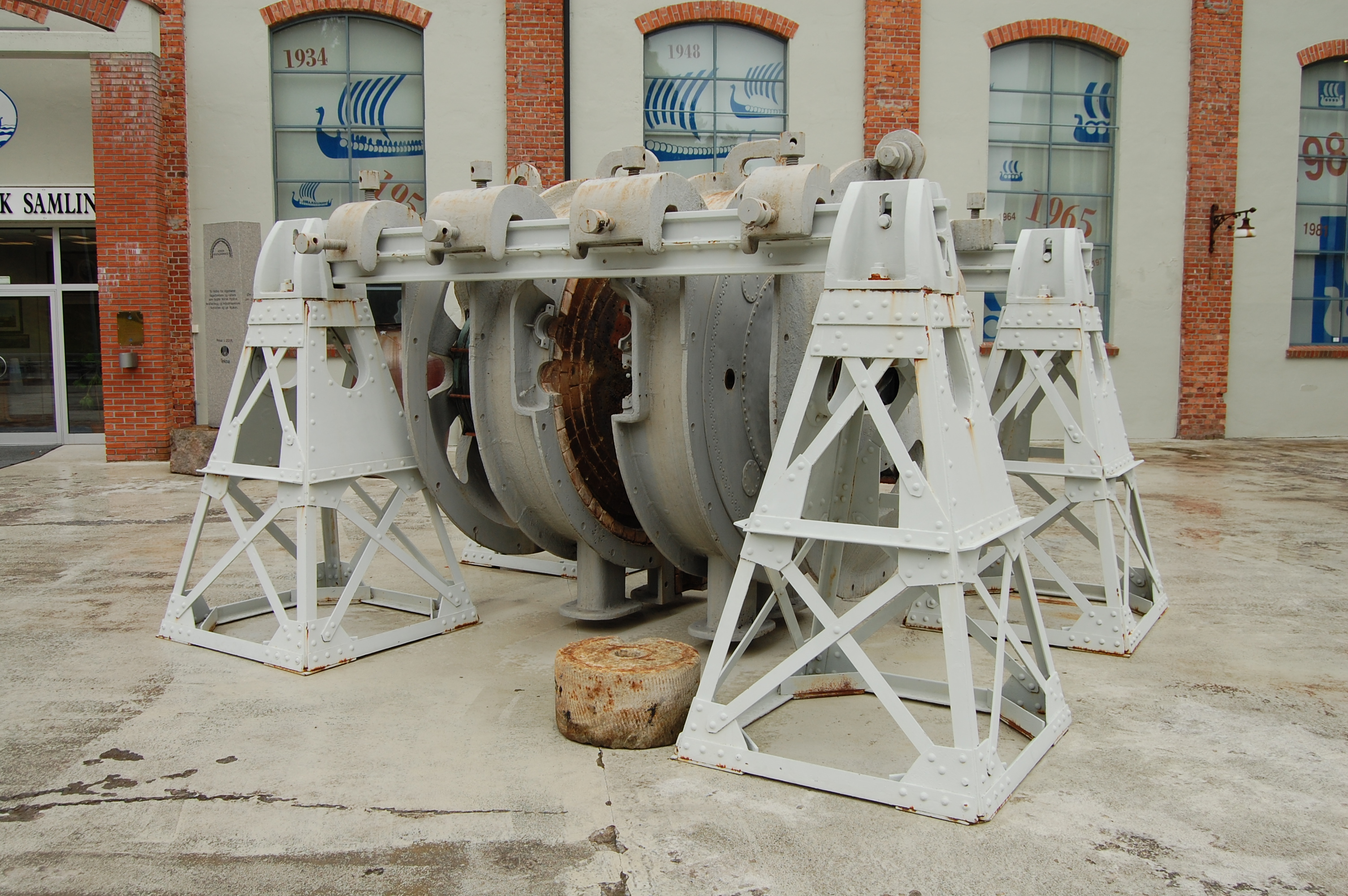
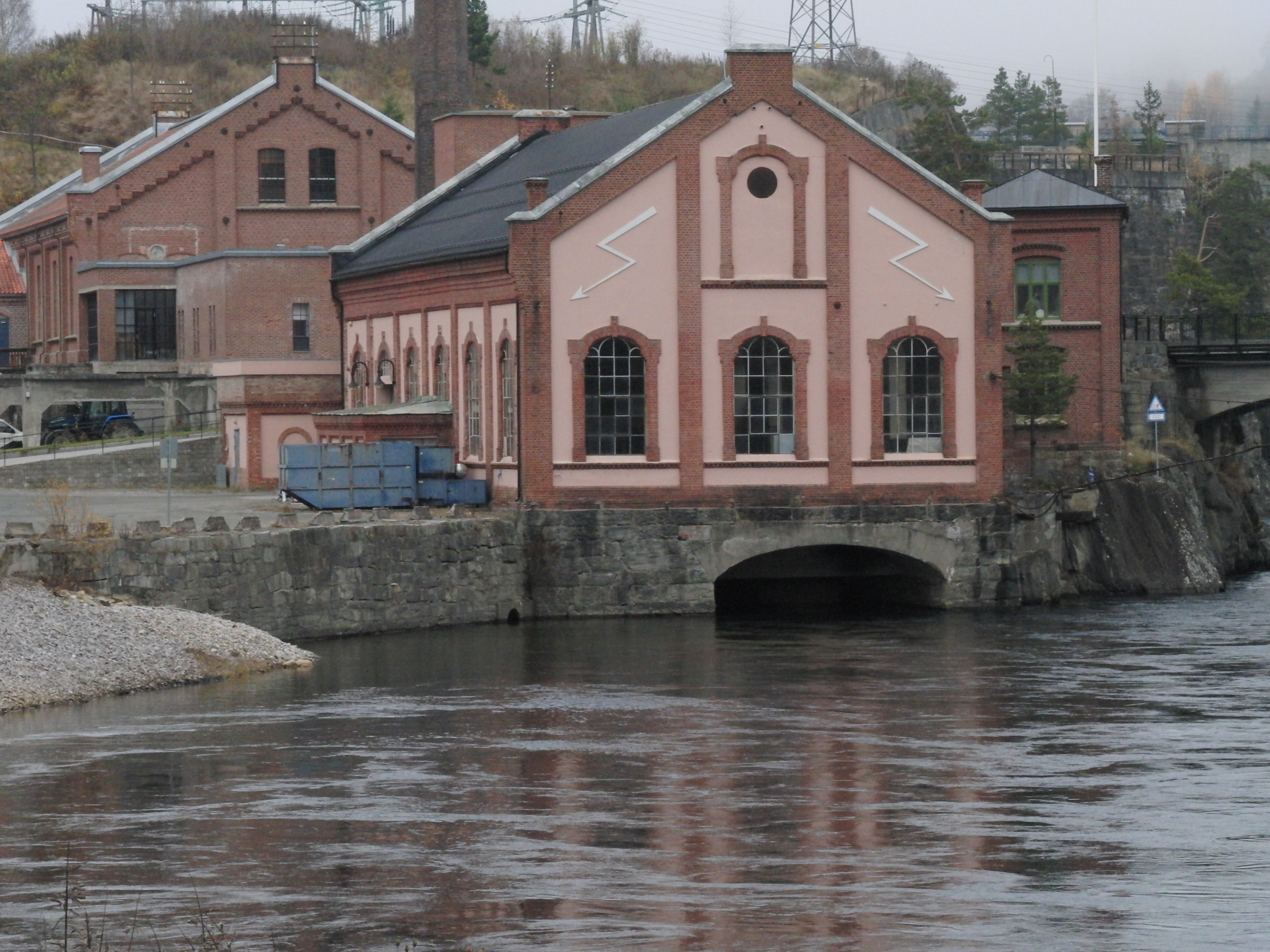
نیروگاه برق آبی در نودوددن ، نروژ